# Франкстон (Техас)
Франкстон (англ. Frankston) — місто (англ. town) в США, в окрузі Андерсон штату Техас. Населення — 1126 осіб (2020).

## Географія
Франкстон розташований за координатами 32°3′26″ пн. ш. 95°30′16″ зх. д. / 32.05722° пн. ш. 95.50444° зх. д. (32.057293, -95.504501).  За даними Бюро перепису населення США в 2010 році місто мало площу 6,44 км², з яких 6,42 км² — суходіл та 0,01 км² — водойми.

## Демографія
Згідно з переписом 2010 року, у місті мешкало 1229 осіб у 482 домогосподарствах у складі 332 родин. Густота населення становила 191 особа/км².  Було 565 помешкань (88/км²).
Расовий склад населення:
| - 80,4 % — білих - 15,0 % — чорних або афроамериканців - 0,5 % — азіатів - 0,3 % — корінних американців - 2,2 % — осіб інших рас |

До двох чи більше рас належало 1,6 %. Частка іспаномовних становила 3,8 % від усіх жителів.
За віковим діапазоном населення розподілялося таким чином: 24,2 % — особи молодші 18 років, 53,4 % — особи у віці 18—64 років, 22,4 % — особи у віці 65 років та старші. Медіана віку мешканця становила 40,4 року. На 100 осіб жіночої статі у місті припадало 85,9 чоловіків;  на 100 жінок у віці від 18 років та старших — 77,5 чоловіків також старших 18 років.
Середній дохід на одне домашнє господарство  становив 60 360 доларів США (медіана — 42 969), а середній дохід на одну сім'ю — 74 074 долари (медіана — 68 125). Медіана доходів становила 42 083 долари для чоловіків та 41 310 доларів для жінок. За межею бідності перебувало 14,3 % осіб, у тому числі 21,2 % дітей у віці до 18 років та 7,9 % осіб у віці 65 років та старших.
Цивільне працевлаштоване населення становило 460 осіб. Основні галузі зайнятості: освіта, охорона здоров'я та соціальна допомога — 32,2 %, транспорт — 14,1 %, роздрібна торгівля — 12,2 %, сільське господарство, лісництво, риболовля — 11,5 %.